# Gościwit Malinowski
Gościwit Malinowski – filolog klasyczny, hellenista, profesor nauk humanistycznych w dziedzinie  literaturoznawstwa, profesor zwyczajny w Instytucie Studiów Klasycznych, Śródziemnomorskich i Orientalnych Wydziału Filologicznego Uniwersytetu Wrocławskiego.

## Życiorys
W 1992 ukończył studia z zakresu filologii klasycznej na Uniwersytecie Wrocławskim, 12 października 1999 obronił pracę doktorską Zwierzęta i rośliny w „Geografii” Strabona. Studia semantyczno-etymologiczne i identyfikacyjno-źródłowe, a 6 listopada 2007 habilitował się na podstawie pracy zatytułowanej Agatarchides z Knidos, Dzieje. Objął stanowisko profesora nadzwyczajnego w Instytucie Studiów Klasycznych, Śródziemnomorskich i Orientalnych na Wydziale Filologicznym Uniwersytetu Wrocławskiego. Pracował również w Katedrze Nauk Społecznych i Prawa Gospodarczego Wyższej Szkole Zarządzania i Finansów we Wrocławiu.
Pełnił funkcję dyrektora Instytutu Studiów Klasycznych, Śródziemnomorskich i Orientalnych Wydziału Filologicznego Uniwersytetu Wrocławskiego. Jest wiceprezesem zarządu Polskiego Towarzystwa Filologicznego.
Był prezesem Polskiego Towarzystwa Filologicznego.